# Япония
Япония (на японски: 日本, Нихон или Нипон, букв. „Място, където изгрява слънцето“, официално: '日本国', „Нихон коку“, „Нипон коку“, буквален превод: „Държавата Япония“) е островна държава в Източна Азия, разположена в Тихия океан, на изток от Китай, Корея и Русия. Площта ѝ е 377 973 km², а населението – 126 513 062 души (2021 г.). Столица е град Токио, а официален език е японският. Япония е развита държава в Азия. Историята на Япония се характеризира с влияние от външния свят, последвано от дълги периоди на изолация.
Икономиката на Япония е третата по големина в света. Япония е член на Организацията на обединените нации, Г-7, Организацията за икономическо сътрудничество и развитие (ОИСР) и Азиатско-тихоокеанското икономическо сътрудничество. Тя е световен лидер в производството на технологии и машини.

## География
Япония е разположена на Японските острови в Тихия океан (Хоншу, Хокайдо, Кюшу, Шикоку и около 6800 по-малки), архипелага Рюкю и архипелага Нампо. Релефът е предимно планински (над 3/4). Има много действащи и угаснали вулкани (най-висок връх е вулканът Фуджи на остров Хоншу – 3776 m). Често се наблюдават земетресения и цунами в крайбрежните райони. Равнините са малки по площ и са обработваеми земи. Умерен климат на север, до тропичен мусонен на юг (средна януарска температура от −5 до −16°С, средна юлска температура от 22 до 28°С, валежи 1700 – 4000 mm годишно). Характерни са тайфуните и късите пълноводни реки. Хвойнови, вечнозелени субтропични и тропични гори. 27 национални, 52 квазинационални, около 300 префектурни природни парка с обща площ над 5 млн. ha, 5 комплексни, 141 геоложки, 515 ботанически, 109 зоологически, 93 горски резервата и други с обща площ над 1,2 млн. ha.

## История

### Древна история
Първите сведения за заселване на Японските острови са от палеолитна култура, съществувала през 30 хилядолетие пр.н.е. През периода Джомон след 14 хилядолетие пр.н.е. в страната съществуват мезолитни и неолитни култури на полу-уседнало население, може би предшественици на съвременната етническа група айни. От този период са запазени украсени глинени съдове, едни от най-старите запазени образци на грънчарство в света. Периодът Яйои, започнал през V век пр.н.е., поставя началото на отглеждането на ориз, на нов стил при керамиката и на появата на металургията. Всички тези нововъведения са пренесени в Япония от преселници от континентална Азия – Корея и Китай. Японците се споменават за първи път в китайските хроники от II век. Будизмът прониква в Япония първоначално от Корея, но по-късното му развитие става под пряко влияние от Китай. Въпреки първоначалната съпротива, будизмът е възприет от управляващата класа и печели все по-голямо влияние през периода Асука (VI – VIII век).

### Централизирана държава (VIII – XII век)
Периодът Нара през VIII век се свързва с появата на силна централна власт, организирана около императорския двор в днешния град Нара. Освен с продължаващото налагане на китайския опит в администрацията, периодът Нара се характеризира и с възникването на писана литература – съставени са обемните хроники „Коджики“ (712) и „Нихоншоки“ (720).
През 784 година император Каму премества столицата от Нара в Нагаокакио, а през 794 година – в днешния Киото, където тя остава в продължение на повече от хилядолетие. С това се поставя началото на периода Хеян, свързван с появата на местна японска култура.

### Ранни шогунати (XII – XVI век)
С течение на времето централната императорска власт отслабва за сметка на влиянието на множество местни владетели. През 1185 година, след като побеждава съперническия клан Тайра, Минамото Йоритомо е назначен за шогун и установява центъра на властта си в Камакура. След неговата смърт кланът Ходжо започва да управлява от името на наследилите Йоритомо шогуни. През периода Камакура (1185 – 1333) в страната прониква от Китай дзен будизмът, който става популярен сред класата на самураите. Шогунатът Камакура успява да отблъсне нападенията на Монголската империя през 1274 и 1281 година, подпомогнат от силни бури, засегнали монголския флот.
През 1333 година шогунатът Камакура е премахнат от император Го Дайго, но през 1336 година той от своя страна претърпява поражение от Ашикага Такауджи. Шогунатът Ашикага, просъществувал през периода Муромачи, не успява да установи контрол над местните владетели (даймьо) и през 1467 година започва войната Онин, начало на продължилия столетие период Сенгоку. по това време търговци и йезуитски мисионери от Португалия достигат за пръв път до Япония и поставят началото на търговския и културен обмен между Япония и Запада.
През втората половина на XVI век местният владетел Ода Нобунага подчинява много други даймьо, използвайки европейска техника и огнестрелни оръжия, и до смъртта си през 1582 година почти успява да обедини отново цялата страна под своя власт. Той е наследен от своя военачалник Тойотоми Хидейоши, който завършва обединението през 1590 година. Той предприема два опита за завладяване на Корея, но след поредица поражения от корейски и китайски армии и смъртта на самия Тойотоми, през 1598 година японците се оттеглят от Корея.

### Шогунатът Токугава (1603 – 1868)
След смъртта на Тойотоми Хидейоши оставеният от него за регент на сина му даймьо Токугава Иеясу взема властта в свои ръце. След като побеждава съперниците си в битката при Секигахара (1600), през 1603 година той е назначен за шогун, установява столицата си в Едо (днес Токио) и поставя началото на Шогуната Токугава. Новото правителство предприема решителни мерки и поставя под контрол полусамостоятелните даймьо, стабилизирайки режима, който остава на власт до 1868 година.
През 1639 година Токугава поставят началото на изолационистката политика на „затворена страна“ (сакоку), която продължава над два века и силно ограничава контактите на Япония с външния свят. Връзките със Запада се осъществяват само чрез нидерландския търговски пост Деджима, разположен в залива на Нагасаки.
Самоналожената изолация на Япония е прекратена принудително през 1854 година, когато няколко кораба на Военноморския флот на Съединените щати, командвани от Матю Колбрайт Пери, принуждават правителството да подпише Договора от Канагава. Той е последван от подобни договори с Великобритания, Франция и Русия, които създават впечатлението за пълна капитулация на шогуната пред възприеманите като варвари чужденци. Последните години на Шогуната Токугава, периода Бакумацу, се характеризират с политическо напрежение, породено от тези настроения, което довежда до войната Бошин и отстраняването на шогуните Токугава.

### Политическа реставрация, модернизация и участие във войните (1867 – 1945)
Проведената през 1867 година Реставрация Мейджи премахва шогуната, предава реалната власт на император Мейджи и поставя началото на продължителен период на модернизация. Окончателно е премахната самостоятелността на местните династии, създадени са политически, съдебни и военни институции по западен образец. През 1889 година е свикан първият парламент, създаден е министерски съвет, а през 1890 година е приета Конституцията Мейджи.
Успоредно с политическите реформи през периода Мейджи Япония бързо усвоява западните познания в областта на техниката и страната бързо се индустриализира. След победите си в Първата китайско-японска война (1894 – 1895) и Руско-японската война (1904 – 1905) Япония установява контрол над Тайван, Корея и южната част на Сахалин, превръщайки се в регионална сила. Стопанският и военен напредък е съпроводен с нарастване на населението – от 1873 до 1935 година то се увеличава от 35 на 70 милиона души.

### Първа световна война
Управлението на император Йошихито (1912 – 1926) е свързано с нарастване ролята на парламента и засилване на демократизацията на политическия живот.
Япония участва в Първата световна война на страната на Антантата, засилва влиянието си в Китай и Океания и се утвърждава като световна Велика сила.
След Първата световна война Великобритания прекратява съюза си с Япония, донякъде под натиска на САЩ, заради напредъкът на военноморските сили на Япония, като тази тема е разглеждана от тогавашния политик, а по-късно министър-председател на Великобритания, Уинстън Чърчил.
По това време Япония има третият по сила военноморски флот в света. Макар по силата на Вашингтонското морско споразумение Япония има право на три бойни кораба от най-висок клас.
С идването на власт на император Хирохито през 1926 година в управлението все по-силни стават тенденциите към цялостна милитаризация и имперски експанзионизъм.

### Втора световна война
През 1931 година Япония окупира китайската област Манджурия, а в резултат на отрицателната международна реакция на този акт през 1933 година напуска Обществото на народите.
Япония развива политическите си отношения с Нацистка Германия, като страната е изучавана от германците, и това води до сключването на Антикоминтерновския пакт през 1936 година с Германия.
През 1937 година Япония напада Китай, поставяйки началото на Втората китайско-японска война, продължила до 1945 година. През 1940 година страната сключа Тристранния пакт с Германия и Италия, към който впоследствие се присъединяват и други страни. Японските войски се включват във Втората световна война като навлизат във Френски Индокитай, в резултат на което Съединените щати въвеждат петролно ембарго срещу Япония. През 1941 година е подписан Съветско-японският пакт за неутралитет, който потвърждава Манджурия и Монголия като сфери на влияние, съответно на Япония и Съветския съюз. На 7 декември 1941 година Япония напада Съединените щати, въвличайки във войната последната Велика сила, която все още е неутрална.
Япония овладява огромни територии в Източна и Югоизточна Азия, но трудно удържа натиска на щатските войски, които с тежки боеве завземат стратегически позиции в Океания придвижвайки се към територията на самата Япония. След като през 1945 година Съветският съюз напада японските владения в Манджурия, а САЩ използва ядрено оръжие срещу градовете Хирошима и Нагасаки, на 15 август 1945 година Япония обявява безусловна капитулация. Страната е окупирана от щатски войски, но Съединените щати не допускат частична съветска окупация в Япония.

### След Втората световна война
В резултат на Втората световна война Япония губи почти всички свои владения извън Японските острови, над 2,5 милиона жители са убити, а основната част от промишлеността и инфраструктурата в страната е унищожена. Над 6 милиона японци са прогонени от бившите японски владения в Азия и са принудени да се завърнат в Япония. Държавите победителки създават Международен военен трибунал за Далечния изток, който налага наказания за военни престъпления на някои японски лидери, но по политически съображения императорското семейство е освободено от преследване.
През 1947 година е приета нова конституция, с която страната става конституционна монархия със силно ограничени прерогативи на императора. Конституцията включва много пацифистки елементи, които ограничават размера на въоръжените сили и възможностите за тяхното използване извън границите на страната. През 1951 година е подписан Договорът от Сан Франциско, който формално слага край на войната с повечето Съюзници, както и на окупацията от САЩ. През 1956 година е подписана японско-съветска декларация за прекратяване на състоянието на война и Япония става член на Организацията на обединените нации.
През 1955 година е основана дясноцентристката Либерално-демократическа партия, която управлява страната оттогава насам с няколко кратки прекъсвания, като начело на правителството се редуват различни нейни крила и лидери. През следващите десетилетия страната отбелязва забележителен стопански напредък при среден годишен ръст от около 10% в продължение на четири десетилетия. Краят на този продължителен растеж е достигнат в средата на 1990-те години, когато страната изпада в няколкогодишна рецесия (Изгубеното десетилетие).
През септември 2015 г. горната камара на парламента на Япония приема закон, позволяващ на японските въоръжени сили да участват в задгранични военни мисии при определени условия. Тази промяна в пацифистката политика на държавата поражда най-големите протести от десетилетия в Токио.

## Държавно устройство
Япония е конституционна монархия. Държавен глава е императорът, чиято власт е ограничена. В конституцията той се определя като „символ на държавата и единството на народа“. Настоящият император на Япония е Нарухито.
Законодателният орган се нарича Диета и представлява двукамарен парламент.
Начело на изпълнителния орган (правителство) стои министър-председател. Той се назначава от императора, след като бъде избран от Диетата, сред членовете ѝ. Министър-председателят назначава и освобождава от длъжност министрите, повечето от които трябва да са членове на Диетата.

## Административно деление
Япония е разделена на 47 префектури, всяка от които е с площ между 1 и 15 хил. km² и население между 0,7 и 9 милиона души (изключение правят Хокайдо – площ 78 хил. km² и Токио – население 13 млн. души). Всяка префектура има управител и законодателен орган, избирани пряко от гражданите на префектурата.
Префектурите се групират в 8 региона: Хокайдо, Тохоку, Канто, Чубу, Кинки, Чугоку, Шикоку и Кюшу/Окинава. Тези региони обаче не представляват административни единици и в зависимост от случая, често се използват и алтернативни деления. В бъдеще се планира реорганизация на местната администрация и се очаква да се установят нови органи за самоуправление на ниво регион, но все още броят и границите на бъдещите региони не са решени и са предмет на активно обсъждане.
Следващото по-дребно административно деление след префектурата е селището. Селищата са градове (които биват 2 вида – 市, ши или 町, чо) и села (村, сон/мура). Префектура Токио съдържа още и 23 специални района (区, ку), които също са със статут на градове.
В Япония селището като административно деление често не съвпада с идеята за най-малката географски-обособена населена територия. Поради огромното население около големите градове, често границата между административни градове и дори префектури може да минава през гъсто населени райони и разликата между съседни административни единици можем да усетим само по указателните табели. По тази причина с наименованието „град“ Токио, в зависимост от контекста, може да се има предвид както 23-те токийски района със специален статут (население 8,5 млн.), така и префектура Токио (население 12,6 млн.), така и агломерацията, включваща няколко съседни префектури с общо население над 30 млн. души.
В по-рядко населените части на Япония се наблюдава и обратното явление – един административен ши град да съдържа няколко различни географски-отделени части. Това е вследствие от провежданата през последните години кампания за административно обединяване на съседни населени места с цел намаляване броя на законодателните органи и пестене на средства. През последното десетилетие броят на административните селища в Япония намалява от 3232 (1999 г.) до 1804 (2007 г.), като броят на ши градовете днес е 782, на чо градовете 827, а на селата само 195.

## Дипломатически мисии в България
Дипломатическите отношения с Япония са установени през 1959 г. Някои от досегашните посланици:
- Такаши Коидзуми (от 2012 г.)
- Цунехару Такеда (2007 – 2010 г.)
- Коичиро Фукуи (2004 – 2007 г.)
- Ясуйоши Ичихаши (2001 – 2004 г.)
- Акира Мацуи (1998 – 2001 г.)

## Население
Населението на Япония е приблизително е 126 168 156 жители към юли 2018 г. с гъстота 333,92 жители на km2. Японското общество е културно и етнически хомогенно с малко изключение заради работниците чужденци. Сред малцинствата в Япония са корейци, китайци, филипинци, японски бразилци и японски перуанци. През 2003 г. общо регистрираните емигранти в Япония са 136 000 души. Най-многобройната местна етническа група е Ямато, а най-разпространено коренно малцинство е айну.
Средната продължителност на живота в Япония е една от най-високите в света 81,25 години през 2006 г. Японското население масово застарява. Това е вследствие на високата раждаемост след Втората световна война, която е последвана от рязко намаляване на раждаемостта през късния XX век. През 2004 г. около 19,5% са хората на възраст над 65 г. След 2005 г. нарастването на населението спира, а от 2007 прирастът е отрицателен. Броят на хората постоянно намалява след 2011 г.
Промените в демографската структура на японското общество създават редица социални проблеми като потенциално намаляване на работната сила, възможността за социално осигуряване както и пенсионния план на страната. Много млади японци предпочитат да не се женят или да създават семейства. Очаква се, ако демографската тенденция се запази, японското население да намалее до 100 млн. през 2050 г. и до 64 млн. през 2100 г.
Япония страда от високо ниво на самоубийства. През 2009 г. има регистрирани над 30 000 самоубийства в страната. Това е водеща причина за смърт на хора под 30 г. в страната.

### Езици
Около 99% от населението говори японски като първи език. В повечето държавни и частни училища учениците изучават японски и английски език. Писмената система използва канджи (китайски йероглифи) и два вида сричкови писмености.

## Икономика
- БВП 5,16 трилиона щатски долара (2018):
- селско стопанство 2%;
- промишленост 35%;
- услуги 63%.

Високоразвита икономически страна. Радиоелектронна, електротехническа, уредостроене, машиностроителна, автомобилостроителна, корабостроителна, металургична, строителна, химическа, текстилна, целулозно-хартиена, дървообработваща промишленост. Традиционни занаяти (порцеланови, художествени изделия, играчки). Основни промишлени агломерации: Кейхин (Токио – Йокохама), Ханшин (Осака – Кобе), Нагоя, Хирошима, Китакюшу, Нагасаки, Нагано, Ниигата, Сендай, Сапоро и др. Ориз (40% от обработваемата земя), зеленчуци, овощия, захарно цвекло, чай, тютюн. Едър рогат добитък, свине, птици. Оризопроизводство. Бубарство. Дърводобив. Риболов, добив на морски продукти. Туризъм. 23 654 km железопътни линии, 1 152 207 km шосета, 406 km петролопроводи, 1800 km газопроводи, 11,7 млн. бр.р.т. търговски флот, 173 летища (2000). През 1951 г. са създадени са японските аеролинии Japan Airlines.
Към 2007 г. Япония заема 19-о място по отношението на БВП към отработените часове. Съгласно индекса Биг Мак японските работници получават най-високата почасова заплата в света. В Япония нивото на безработица е ниско (2,4% към септември 2019 г.). Сред най-големите компании са Toyota, Nintendo, NTT DoCoMo, Canon, Honda, Takeda Pharmaceutical, Sony, Nippon Steel, Tepco, Mitsubishi и 711. Освен това в Япония са разположени няколко големи банки и Токийската фондова борса, която заема второ място в света по пазарна капитализация.
Главни пристанища: Токио, Хирошима, Кавасаки, Кобе, Нагоя, Осака, Чиба, Хакодате, Хагаши, Харима, Сакаи, Томакомаи.
Износ: 450 млрд. щ.д. (2000) – моторни превозни средства, полупроводници, офис оборудване, химикали (САЩ, Тайван, Китай, Република Корея, Хонконг).
Внос: 355 млрд. щ.д. (2000) – горива, хранителни продукти, химикали, текстил, офис оборудване (САЩ, Китай, Република Корея, Австралия, Тайван).
Енергетиката на Япония включва 48 ядрени реактора, които са спрени след аварията на АЕЦ Фукушима I през март 2011 г. Преди аварията около 30% от енергията в страната е осигурявана от атомни електроцентрали. През ноември 2014 г. е одобрено рестартирането на два ядрени реактора.

## Култура и религия на Япония
Двете главни японски религии са шинтоизмът и будизмът. Те са съжителствували в Япония от векове и са си оказвали взаимно влияние. Повечето японци се определят като будисти, шинтоисти или и двете. Религиозни учения, изиграли голяма роля в японската история при формирането на държавата и през периода Едо, са конфуцианството и даоизмът. Макар и малко в процентно отношение, в Япония днес има и над 3 милиона християни.
В ежедневния живот на повечето съвременни японци религията не играе голяма роля. Обикновеният човек най-често следва религиозните церемонии само в специални случаи като раждане, сватба и погребение, възможно е да посети шинтоистко светилище или будистки храм на Нова година, а също така и да участва в местните фестивали (мацури), повечето от които имат религиозен произход. Много домакинства имат малки домашни олтари и не е рядкост олтарите да са два – шинтоистки и будистки.
Особено почитана богиня е Инари – някога покровителка на земеделието, но сега почитана за всякакви случаи. Нейната емблема е лисица и често по светите места има нейни миниатюрни светилища с червени порти („тории“).
Книгите, мангата, списанията и вестниците са също част от японската култура. Въпреки че телевизията и другите забавления отнеха от времето за четене на книги, книжарниците са навсякъде и обществените библиотеки разполагат с богати хранилища от книги. Местните общински власти организират читателски сесии за съчинения като „Сказание за Генджи“ и поетически групи. Също така има специални магазини, в които се продават на по-ниски цени използвани книги, списания и музика. Кварталът Канда в централно Токио е известен с продажбата на книги „втора ръка“ вече над 80 години.
За много чужденци японската музика се свързва основно с масовата поп музика. Тя наистина е разпространена, но в страната се развиват и други стилове: има музиканти-новатори, които се изявяват във фолклорната и класическата музика (Сейдзи Одзава), има и последователи на различни течения в жанровете рок, електронна музика, хип-хоп, пънк-рок, кънтри. Сред примерите за това са известната пънк-рок група Boredoms на Ейе Ямитака, нойз пионерите Masonna и Omoide Hatoba, дуото на японските кореняци Михо Натори и Юка Хонда Cibo Matto, популярни стари групи като Loudness, Yellow Magic Orchestra, The Alfee и Hound Dog, и бързо избухналото дуо Petty Booka, свирещи на хавайския инструмент укулеле.

## Други
- Информация за Япония в CIA World Factbook (на английски език)